# Aleksey Dmitrik
Aleksey Dmitrik (né le 12 avril 1984 à Slantsy dans l'oblast de Léningrad) est un athlète russe spécialiste du saut en hauteur.

## Carrière
Il remporte le titre des Championnats du monde jeunesse de 2001 avec un bond à 2,23 m, puis obtient la médaille d'argent lors des Championnats d'Europe juniors de 2003 où il s'incline face au Tchèque Jaroslav Bába. Auteur d'un record personnel en salle à 2,34 m en début d'année 2005, il remporte le concours de la hauteur lors de la Coupe d'Europe 2005 de Florence.
En 2009, Aleksey Dmitrik s'adjuge la médaille d'argent des Championnats d'Europe en salle de Turin (2,29 m), terminant à égalité avec le Chypriote Kyriákos Ioánnou, dans un concours remporté par le Russe Ivan Ukhov. En juin 2009, à Thessalonique, Dmitrik améliore de trois centimètres son record personnel en plein air en franchissant la hauteur de 2,33 m. Il se classe septième des Championnats d'Europe 2010 avec 2,26 m.
Le Russe ajoute un centimètre à son record personnel en passant 2,35 m lors du meeting Gran Premio Iberoamericano de Huelva, en juin 2011, avant de réaliser par la suite 2,36 m à Tcheboksary en finale des Championnats de Russie, établissant à cette occasion la deuxième meilleure performance mondiale de l'année derrière l'Américain Jesse Williams (2,37 m). 
Il confirme son rang en finale des Championnats du monde de Daegu en effaçant  2,35 m à sa deuxième tentative, devancé finalement au nombre d'essais par Jesse Williams.
Le 28 janvier 2012, Aleksey Dmitrik remporte le meeting en salle d'Hustopeče et bat à cette occasion son record personnel en salle qui datait de 6 ans moins un jour en réalisant 2,35 m, ce qui constitue également la meilleure performance mondiale de l'année.

## Palmarès

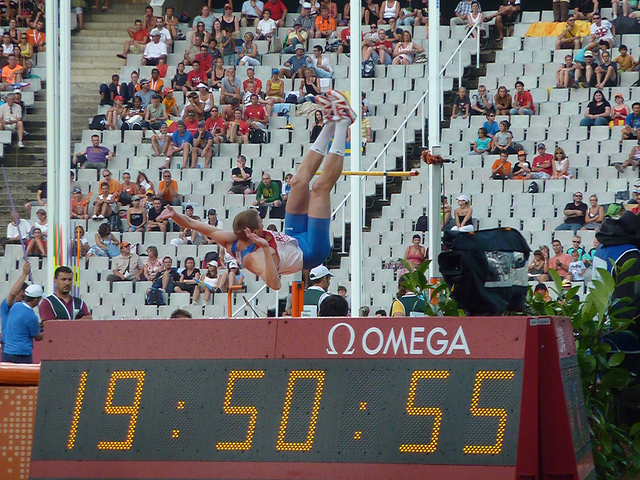
Aleksey Dmitrik lors des Championnats d'Europe 2010

| Date | Compétition                       | Lieu             | Résultat | Marque  |
| ---- | --------------------------------- | ---------------- | -------- | ------- |
| 2001 | Championnats du monde jeunesse    | Debrecen         | 1er      | 2,23 m  |
| 2003 | Championnats d'Europe juniors     | Tampere          | 2e       | 2,26 m  |
| 2005 | Championnats d'Europe espoirs     | Erfurt           | 6e       | 2,25 m  |
| 2007 | Championnats d'Europe en salle    | Birmingham       | qual.    | 2,18 m  |
| 2009 | Championnats d'Europe en salle    | Turin            | 2e       | 2,29 m  |
| 2010 | Championnats d'Europe             | Barcelone        | 7e       | 2,26 m  |
| 2011 | Championnats d'Europe par équipes | Stockholm        | 2e       | 2,31 m  |
| 2011 | Championnats du monde             | Daegu            | 2e       | 2,35 m  |
| 2011 | Ligue de diamant                  | Ligue de diamant | 7e       | détails |
| 2013 | Championnats d'Europe en salle    | Göteborg         | 2e       | 2,33 m  |
| 2013 | Championnats d'Europe par équipes | Gateshead        | 6e       | 2,20 m  |
| 2013 | Championnats du monde             | Moscou           | qual.    | 2,17 m  |
| 2014 | Championnats d'Europe             | Zurich           | qual.    | 2,10 m  |
| 2015 | Championnats d'Europe en salle    | Prague           | qual.    | 2,24 m  |

## Records
| Épreuve   | Performance | Lieu        | Date            |
| --------- | ----------- | ----------- | --------------- |
| Plein air | 2,36 m      | Tcheboksary | 23 juillet 2011 |
| Salle     | 2,40 m      | Arnstadt    | 9 février 2014  |